# 애니 로스
애니 로스(Annie Ross, 본명: Annabelle McCauley Allan Short, 1930년 7월 25일 ~ 2020년 7월 21일)는 영국 태생 미국의 배우다.

## 영화
- 애니타 오데이 (2007년) - 본인 역
- 블루 스카이 (1994년)
- 럭, 트러스트 & 케첩 (1993년) - 본인 역
- 숏 컷 (1993년)
- 바스켓 케이스 3 (1992년) - 그래니 루스 역
- 플레이어 (1992년)
- 바스켓 케이스 2 (1990년)
- 볼륨을 높여라 (1990년) - 로레타 크리스우드 역
- 고스트하우스 2 (1988년)
- 환상 살인 (1987년)
- 슈퍼맨 3 (1983년) - 베라 웹스터 역
- 전장의 우정 (1979년)
- 더 비스트 머스트 다이 (1974년)
- 프레즌팅 릴리 마스 (1943년)